# Crevans-et-la-Chapelle-lès-Granges
Crevans-et-la-Chapelle-lès-Granges és un municipi francès situat al departament de l'Alt Saona i a la regió de Borgonya - Franc Comtat. L'any 2007 tenia 284 habitants.

## Demografia

### Població
El 2007 la població de fet de Crevans-et-la-Chapelle-lès-Granges era de 284 persones. Hi havia 98 famílies, de les quals 16 eren unipersonals (8 homes vivint sols i 8 dones vivint soles), 33 parelles sense fills, 45 parelles amb fills i 4 famílies monoparentals amb fills.
La població ha evolucionat segons el següent gràfic:
Habitants censats

### Habitatges
El 2007 hi havia 112 habitatges, 102 eren l'habitatge principal de la família i 10 estaven desocupats. 105 eren cases i 7 eren apartaments. Dels 102 habitatges principals, 86 estaven ocupats pels seus propietaris, 14 estaven llogats i ocupats pels llogaters i 2 estaven cedits a títol gratuït; 6 tenien dues cambres, 8 en tenien tres, 22 en tenien quatre i 65 en tenien cinc o més. 89 habitatges disposaven pel capbaix d'una plaça de pàrquing. A 34 habitatges hi havia un automòbil i a 61 n'hi havia dos o més.

### Piràmide de població
La piràmide de població per edats i sexe el 2009 era:
| Homes | Edats   | Dones |
| ----- | ------- | ----- |
| 0     | 95 o +  | 0     |
| 0     | 90 a 94 | 0     |
| 0     | 85 a 89 | 4     |
| 4     | 80 a 84 | 4     |
| 8     | 75 a 79 | 8     |
| 0     | 70 a 74 | 8     |
| 8     | 65 a 69 | 0     |
| 0     | 60 a 64 | 0     |
| 8     | 55 a 59 | 8     |
| 8     | 50 a 54 | 4     |
| 12    | 45 a 49 | 0     |
| 8     | 40 a 44 | 4     |
| 4     | 35 a 39 | 16    |
| 20    | 30 a 34 | 16    |
| 4     | 25 a 29 | 8     |
| 0     | 20 a 24 | 12    |
| 4     | 15 a 19 | 16    |
| 4     | 10 a 14 | 4     |
| 12    | 5 a 9   | 16    |
| 12    | 0 a 4   | 8     |

## Economia
El 2007 la població en edat de treballar era de 191 persones, 140 eren actives i 51 eren inactives. De les 140 persones actives 120 estaven ocupades (69 homes i 51 dones) i 20 estaven aturades (6 homes i 14 dones). De les 51 persones inactives 18 estaven jubilades, 15 estaven estudiant i 18 estaven classificades com a «altres inactius».

### Ingressos
El 2009 a Crevans-et-la-Chapelle-lès-Granges hi havia 103 unitats fiscals que integraven 259 persones, la mediana anual d'ingressos fiscals per persona era de 15.631 €.

### Activitats econòmiques
Dels 4 establiments que hi havia el 2007, 2 eren d'empreses de fabricació d'altres productes industrials i 2 d'empreses de construcció.
Dels 2 establiments de servei als particulars que hi havia el 2009, 1 era un paleta i 1 guixaire pintor.
L'any 2000 a Crevans-et-la-Chapelle-lès-Granges hi havia 13 explotacions agrícoles que ocupaven un total de 490 hectàrees.

## Equipaments sanitaris i escolars
El 2009 hi havia una escola elemental integrada dins d'un grup escolar amb les comunes properes formant una escola dispersa.

## Poblacions més properes
El següent diagrama mostra les poblacions més properes.